# Puerto de Hong Kong
El puerto de Hong Kong, situado en el mar de China Meridional, es un puerto de aguas profundas dominado por el comercio de productos manufacturados en contenedores y en menor medida de materias primas y pasajeros. Un factor clave en el desarrollo económico de Hong Kong, es el refugio natural y las aguas profundas del Puerto de Victoria, que ofrecen condiciones ideales para el atraque y la manipulación de todo tipo de embarcaciones. Es uno de los puertos más activos del mundo en las tres categorías de movimiento de buques, manejo de carga y transporte de pasajeros.

## Administración
La responsabilidad de la administración del puerto recae en el director de Marina. La Comisión de Operaciones Portuarias lo asesora en todas las cuestiones que afectan a las operaciones eficientes del puerto, excepto aquellos asuntos que son responsabilidad de la Comisión Consultiva de Pilotaje y la Comisión Consultiva de Embarcaciones Locales Provisionales. El Consejo de Desarrollo del Puerto de Hong Kong asesora al Gobierno en asuntos relacionados con la planificación y el desarrollo portuario y la promoción de Hong Kong como un puerto central regional y un puerto líder de contenedores en el mundo. Mientras tanto, el Consejo de la Industria Marítima de Hong Kong, asesora al Gobierno sobre las medidas para desarrollar aún más la industria marítima de Hong Kong y para promover la posición de Hong Kong como centro marítimo internacional. Ambos consejos están presididos por el Secretario de Transporte y Vivienda. 
El Departamento de Marina es responsable de garantizar que existan condiciones para permitir a los barcos entrar en el puerto, manejar sus cargas y salir lo más rápido y seguro que sea posible. Esto tiene que ver con muchos aspectos de las normas de seguridad para todas las clases y tipos de buques, desde los más grandes transportadores petroleros, hasta los más pequeños juncos transportadores de pasajeros. También brinda asistencia a la navegación y boyas de amarre para buques de navegación marítima, administra tres terminales de ferry transfronterizos y administra ocho áreas de trabajo de carga pública.

## Transporte

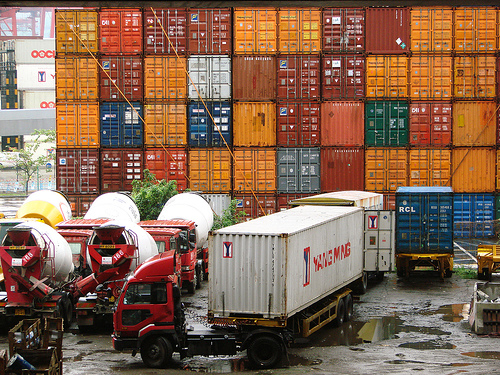
Manejo de carga en Hong Kong.

Hong Kong es uno de varios puertos centrales que sirven las regiones de Asia oriental y sur-oriental, y es una puerta de entrada económica a China continental. Hong Kong estableció un récord en su movimiento de contenedores en 2007, por el manejo de 23,9 millones de TEUs, manteniendo su estatus como el mayor puerto de contenedores que sirve el sur de China y uno de los más activos del mundo. 
Unos 456.000 buques llegan y parten de Hong Kong durante el año, llevando 243 millones de toneladas de carga y cerca de 25 millones de pasajeros. El promedio de tiempo de respuesta para los buques portacontenedores en Hong Kong es de aproximadamente 10 horas. Para los buques convencionales que trabajan en medio de la corriente en boyas o anclajes, es de 42 y 52 horas, respectivamente.

## Servicio de Ferry

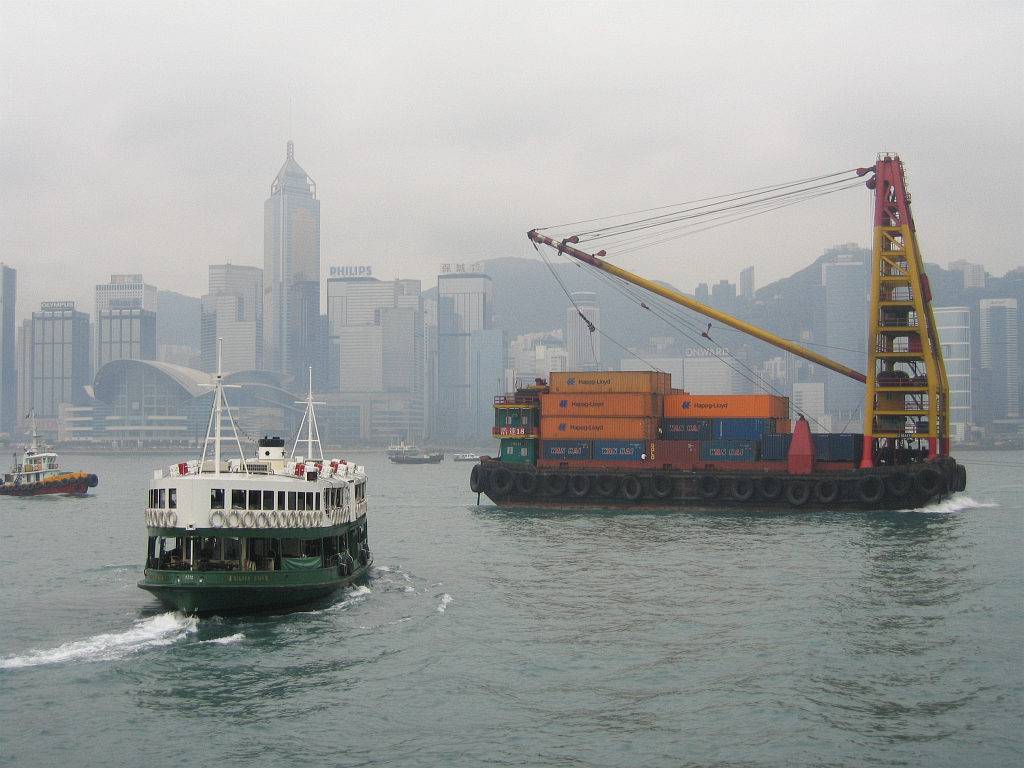
Ferry pasando grúa de carga.

El terminal de ferry Hong Kong-Macao entre el Distrito Central y Sheung Wan, y la Terminal de Ferry de China en Tsim Sha Tsui, proporciona servicios de ferry centralizados a Macao y 24 puertos de China continental. Cerca de 100 embarcaciones, en su mayoría navíos de pasajeros de alta velocidad, tales como jetfoils, catamaranes y aerodeslizadores, operan desde estos terminales. En 2001, más de 17 millones de pasajeros pasaron por las terminales, que comprende aproximadamente 11,2 millones de viajes de pasajeros desde / hasta Macao y 6,5 millones de viajes de pasajeros desde / hasta puertos continentales.

## Flota del Gobierno
Hay más de 600 embarcaciones de diferentes tipos y tamaños en la flota del gobierno. Alrededor de 152 buques son grandes barcos mecanizados sirviendo bajo 16 departamentos gubernamentales, como la Policía Marítima, Aduanas e Impuestos Especiales, y los Servicios de Bomberos. Algunos usuarios de los departamentos, operan y tripulan sus embarcaciones especialmente diseñadas. El propio Departamento de Marina controla cerca de 100 barcos, incluyendo lanchas-patrulla, transportadores de personal, pontones, barcazas autopropulsadas, y buques especializados, tales como lanchas de levantamiento hidrográfico y portadores de explosivos. Estos buques prestan apoyo a las propios Departamentos de Operaciones Portuarias o sirven a otros Departamentos que no tienen su propia flota. 
El astillero de Gobierno es el responsable del diseño, adquisición y mantenimiento de todos los buques propiedad del Gobierno. Ocupa un terreno de 980.000 m² en la Isla Stonecutters y tiene unos 83.000 m² protegidos de cuenca hidrográfica como base de operaciones para los buques operados por el Departamento de Marina. El astillero cuenta con un sistema de nave-ascensor y tres buques-montacargas capaces de varar en dique seco embarcaciones de hasta 750 toneladas. Se emplea un sistema de información computarizado en línea para coordinar las actividades de mantenimiento y servicios de apoyo para maximizar la eficiencia del mantenimiento y la disponibilidad de buques.

## Diques y Gradas
El puerto cuenta con amplias instalaciones para la reparación, mantenimiento, varado y deslizamiento de todo tipo de embarcaciones. Dos diques flotantes se encuentran frente a la costa oeste de la isla de Tsing Yi y dos al noreste de la isla Lantau. El más grande es capaz de atracar buques de hasta 150.000 toneladas de peso muerto (DWT). También hay un gran número de astilleros más pequeños, que llevan a cabo reparaciones de buques y construcciones de embarcaciones especializadas, incluidas las naves de patrulla sofisticadas y embarcaciones de recreo para los mercados de ultramar.

## Marina Mercante
Hong Kong es un centro para el empleo de marinos. 1.200 oficiales y marineros de Hong Kong sirven a bordo de más de 420 buques de navegación marítima de 12 naciones marítimas diferentes. La oficina de Marina Mercante registra los marinos, regula su trabajo a bordo de los buques de todos los pabellones y supervisa el empleo y despido de marinos a bordo en buques de Hong Kong y en buques extranjeros que no están representados en Hong Kong por una oficina consular.